# Gare de Vaise
Gare de Vaise – stacja początkowa metra w Lyonie, na linii D. Stacja została otwarta 28 kwietnia 1997.